# Port lotniczy Wadi Abu Risz
Port lotniczy Wadi Abu Risz – wojskowe lotnisko w Egipcie, znajduje się w pobliżu miejscowości Abu Risz.